# Lot Ryanair 4978
Lot Ryanair 4978 (oznaczenie lotu FR4978) – międzynarodowy lot regularny z Aten (Grecja) do Wilna (Litwa), zrealizowany przez samolot Boeing 737. 23 maja 2021, na krótko przed wejściem w litewską przestrzeń powietrzną, został przez białoruski samolot myśliwski przymusowo skierowany do Mińska (Białoruś). Po wylądowaniu aresztowano dziennikarza Ramana Pratasiewicza, krytycznego wobec białoruskich władz, współzałożyciela i byłego redaktora naczelnego opozycyjnej sieci NEXTA oraz jego partnerkę, Sofię Sapiegę.

## Przebieg wydarzeń
Samolot o polskim numerze rejestracyjnym SP-RSM wystartował 23 maja 2021 o 10:29 czasu lokalnego, a więc z około 19-minutowym opóźnieniem, z lotniska Ateny-Eleftherios Venizelos. Jego celem było lotnisko w Wilnie z planowanym lądowaniem o godzinie 13:00 czasu lokalnego.
Po nieco ponad dwóch godzinach lotu z Boeingiem 737-800 w białoruskiej przestrzeni powietrznej, na krótko przed wejściem w litewską przestrzeń powietrzną, skontaktowała się kontrola ruchu lotniczego Białorusi. Według informacji białoruskich kontrolerów na pokładzie miały znajdować się materiały wybuchowe. Lot został przekierowany na lotnisko w Mińsku w celu rzekomego awaryjnego lądowania. Powszechnie przyjęta jest opinia, że to prezydent Alaksandr Łukaszenka sam tajnie wydał instrukcje w tej sprawie. Samolotowi Boeing 737 towarzyszył w tym czasie białoruski samolot myśliwski MiG-29. Z zapisu lotu dostępnego na portalu Flightradar24 wynika, że w momencie zmiany kierunku samolot był znacznie bliżej Wilna (tj. celu podróży), niż Mińska. Według doniesień białoruskie władze zagroziły zestrzeleniem cywilnego samolotu; Białoruś nie potwierdziła tych doniesień. O 13:21 lokalnego czasu samolot wylądował w Mińsku. Następnie aresztowano krytycznego wobec reżimu Łukaszenki dziennikarza Ramana Pratasiewicza, który był na pokładzie. Aresztowano także studentkę Sofię Sapiegę, partnerkę Pratasiewicza i obywatelkę Rosji. 
Samolot wystartował ponownie z Mińska o 20:47 czasu lokalnego i dotarł na lotnisko docelowe Wilno po czterdziestu minutach, o 21:27 UTC. Stało się to na tle licznych żądań zwolnienia samolotu i pasażerów, m.in. premier Litwy Ingridę Šimonytė i pełnomocnika do spraw zagranicznych UE Josepa Borrella. Oprócz Pratasiewicza i jego dziewczyny czterech innych pasażerów (Białorusin i trzech Rosjan) nie poleciało już dalej do Wilna, zostali w Mińsku. Istnieją podejrzenia, że byli oni powiązani z rosyjskim FSB i białoruskim KGB.

## Domniemane zagrożenie bombowe
Następnego dnia białoruskie ministerstwo spraw zagranicznych odczytało list z pogróżkami od grupy, która określiła się jako „Żołnierze Hamasu”, jako rzekomy dowód zagrożenia bombowego. W liście miano wezwać Izrael do zawieszenia broni w konflikcie w Strefie Gazy i Unię Europejską, aby przestała wspierać Izrael w tym konflikcie. W przeciwnym razie bomba miałaby wybuchnąć w samolocie nad Wilnem. Rzecznik Hamasu, Fawzi Barhoum, zaprzeczył jednak jakiejkolwiek wiedzy lub zaangażowaniu swojej grupy w tym względzie.
25 maja białoruski departament lotnictwa opublikował transkrypcję komunikatów radiowych między białoruską kontrolą ruchu lotniczego a pilotami FR 4978. Według tego odpisu białoruski operator lot pierwotnie powiedział pilotom, że „ma informacje od służb specjalnych” o bombie na pokładzie, później twierdził, że „personel ochrony lotniska poinformował, że otrzymał e-mail”. Kiedy pilot zapytał czy e-mail otrzymało lotnisko w Wilnie, czy lotnisko w Atenach, białoruski operator lotniczy powiedział, że ostrzeżenie o zamachu bombowym otrzymało „kilka lotnisk”. Kiedy pilot zapytał, czyją rekomendacją było lądowanie w Mińsku (czy to jest rekomendacja Ryanair, czy lotniska ateńskiego lub wileńskiego), został poinformowany przez operatora lotu, że to są „nasze zalecenia”. Zapis ten jednak nie może zostać potwierdzony przez niezależne strony.

## Miejsce pobytu aresztowanych
Pierwotnie brak było informacji o miejscu pobytu Ramana Pratasiewicza. Według doniesień prasowych Sofia Sapiega miała trafić do więzienia Okrestina wieczorem 24 maja 2021 r. W państwowym kanale informacyjnym w Telegram opublikowano krótkie wideo przedstawiające Pratasiewicza. W filmie wyjaśnia, że jest na „komisariacie policji nr 1” w Mińsku. Nie ma problemów z sercem i jest zdrowy. Widocznie zmaltretowany Pratasiewicz oświadczył, że strażnicy będą go traktować z szacunkiem. Oświadczył również, że współpracuje z policją i przyznał się już do organizowania masowych protestów, co jest na Białorusi przestępstwem.

## Reakcje
Przymusowa zmiana kierunku lotu do Mińska wywołała liczne krytyczne reakcje na całym świecie. Przewodnicząca Komisji Europejskiej, Ursula von der Leyen, określiła ten incydent jako „całkowicie niedopuszczalny”, później także jako „porwanie”. Władze litewskie wezwały pozostałe państwa członkowskie UE do unikania w przyszłości białoruskiej przestrzeni powietrznej i powołania białoruskiego ambasadora, który zaprotestuje przeciwko używaniu myśliwców do zmiany kierunku lotów komercyjnych. Przewodniczący Rady UE Charles Michel wezwał białoruskie władze do natychmiastowego uwolnienia zatrzymanego i zapowiedział, że incydent „nie będzie pozbawiony konsekwencji”. Podobnie krytycznie wypowiedział się sekretarz generalny NATO Jens Stoltenberg, a premier Polski Mateusz Morawiecki nazwał ten incydent „aktem terroryzmu państwowego”. Irlandzki minister spraw zagranicznych Simon Coveney zaklasyfikował incydent jako „piractwo powietrzne sponsorowane przez państwo”. Białoruska działaczka opozycyjna Swiatłana Cichanouska potępiła akcję i ostrzegła, że po aresztowaniu Pratasiewiczowi grozi kara śmierci.

Rzeczniczka Ministerstwa Spraw Zagranicznych Federacji Rosyjskiej Marija Zacharowa stwierdziła, że zadziwiające jest to, że Zachód nazywa ten incydent szokującym:
Albo wszystko musi szokować, łącznie z przymusowym lądowaniem Evo Moralesa w Austrii w 2013 roku i białoruskim samolotem pasażerskim z działaczem antymajdanowym na Ukrainie, albo nic. Zasada „quod licet Iovi, non licet bovi”, którą demonstruje Zachód, jest nie do przyjęcia, ponieważ już dawno straciła swoją szczególną pozycję moralną.
Organizacja Międzynarodowego Lotnictwa Cywilnego (ICAO) wyraziła zaniepokojenie „pozornie przymusowym lądowaniem”, które „mogłoby stanowić naruszenie konwencji chicagowskiej”.
W odpowiedzi na incydent podczas lotu Ryanairem Łotwa, gospodarz mistrzostw świata w hokeju na lodzie mężczyzn w 2021 r., zamieniła czerwono-zieloną flagę Białorusi na białoruską biało-czerwoną kolorystykę białoruskiej opozycji.

## Konsekwencje

### Blokowanie białoruskiej przestrzeni powietrznej
W wyniku incydentu rząd litewski poinformował, że samoloty przelatujące nad Białorusią, które wystartują następnego dnia nie będą mogły już startować i lądować na Litwie. Było to pierwsze państwo członkowskie UE, które zablokowało białoruską przestrzeń powietrzną.

### Unikanie białoruskiej przestrzeni powietrznej
Łotewskie linie lotnicze Air Baltic ogłosiły, że będą unikać białoruskiej przestrzeni powietrznej do odwołania. Różne inne europejskie linie lotnicze, takie jak Lufthansa, PLL LOT i Wizz Air, dołączyły do tego podejścia dzień po porwaniu.
Brytyjski urząd lotnictwa cywilnego CAA zalecił liniom lotniczym unikanie białoruskiej przestrzeni powietrznej. Rada Europejska uzgodniła tego samego dnia, że państwa członkowskie UE powinny również kierować takie wnioski do linii lotniczych.

### Zakaz lotów dla białoruskich linii lotniczych
24 maja 2021 brytyjski rząd cofnął koncesje wszystkim białoruskim liniom lotniczym. UE przyjęła to podejście po obradach Rady Europejskiej. Zakazy te dotyczą w szczególności państwowej białoruskiej linii lotniczej Belavia, która oferuje regularne loty do Wielkiej Brytanii i Unii Europejskiej.

### Sankcje Unii Europejskiej
Na spotkaniu przywódców europejskich odbytym podczas szczytu 24 maja potępiono zmuszenie przez Białoruś do lądowania samolotu w Mińsku, narażenie zdrowia i życia pasażerów oraz zatrzymanie w Mińsku dziennikarza Ramana Pratasiewicza oraz zdecydowano o poszerzeniu pakietu sankcji nałożonych na Białoruś i jej funkcjonariuszy.

## Kolejne incydenty

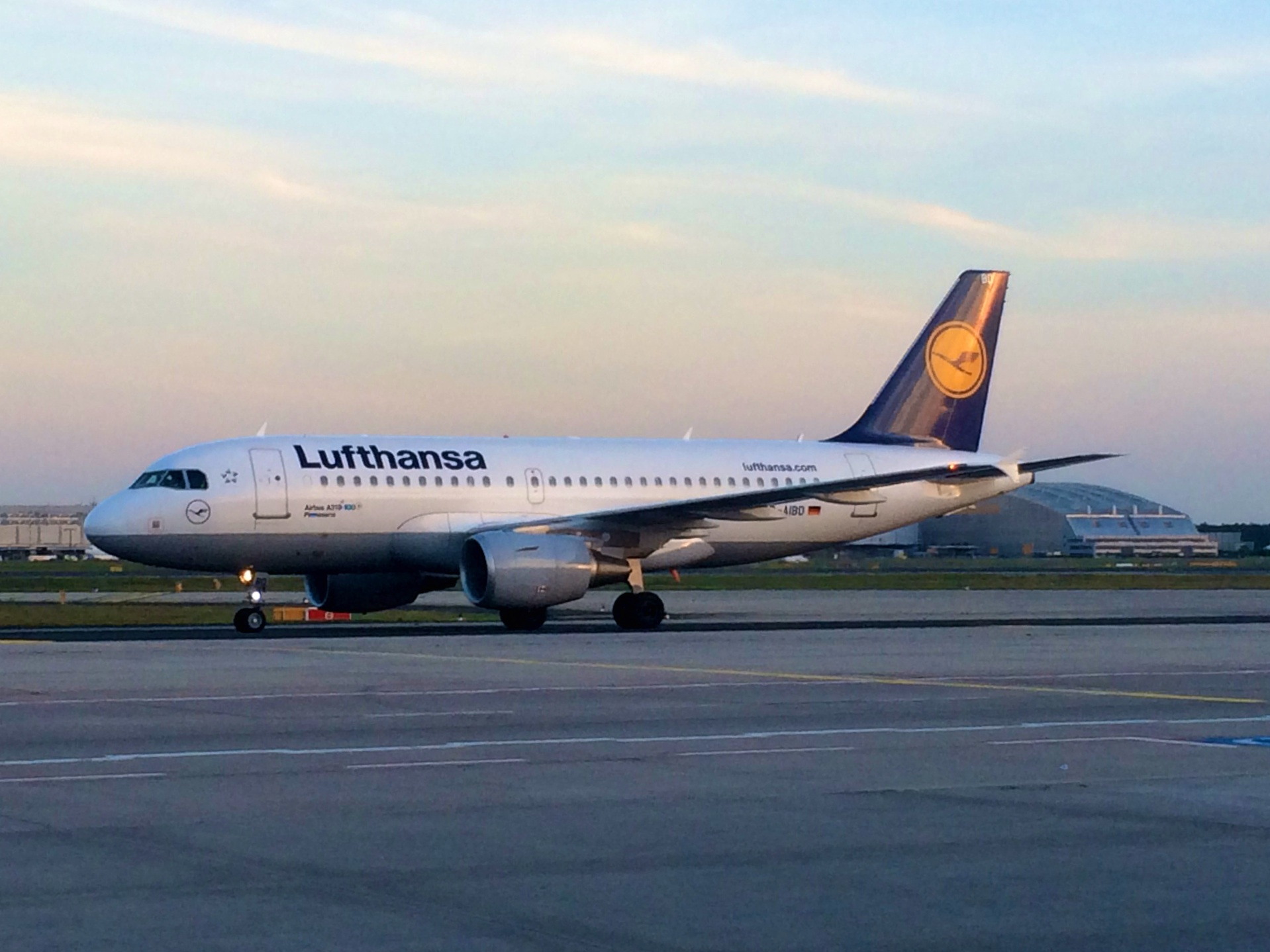
Airbus A319 w maju 2014 na lotnisku we Frankfurcie

Następnego dnia start z Mińska samolotu Airbus A319-112 z niemiecką rejestracją D-AIBD Lufthansy 1487 (numer lotu LH1487), który miał odlecieć do Frankfurtu nad Menem, został wstrzymany z powodu rzekomego zawiadomienia o niebezpieczeństwie. Następnie władze białoruskie zbadały samolot, wszystkich 46 pasażerów i pięcioosobową załogę. Samolot wystartował z dwugodzinnym opóźnieniem ze wszystkimi pasażerami i członkami załogi.
Podobny incydent miał miejsce w Rosji, kiedy samolot Embraer E190 Polskich Linii Lotniczych LOT został zawrócony podczas kołowania w Sankt-Petersburgu. Z pokładu samolotu został wyproszony Andriej Piwowarow - działacz organizacji "Otwarta Rosja".